# Castelmarte
Castelmarte (Castèll Mart trong ngôn ngữ địa phương) là một đô thị ở tỉnh Como trong vùng Lombardia, có cự ly khoảng 40 km về phía bắc của Milano và khoảng 12 km về phía đông của Como. Tại thời điểm ngày 31 tháng 12 năm 2004, đô thị này có dân số 1.293 người và diện tích là 1,9 km².
Castelmarte giáp các đô thị: Canzo, Caslino d'Erba, Erba, Ponte Lambro, Proserpio.